# الباحث
الباحث هو موقع ويب من نوع ناشر مفتوح المصدر أنشئ في 1998، يقع مقره الرئيسي في كندا، وهو متوفر بعدة لغات ومحتواه الأساسي حول وصول مفتوح وتواصل بين باحثين مختصين ‏.

## وصلات خارجية
- الموقع الرسمي